# اوسترا هانوفر
اوسترا هانوفر (انگلیسی: Üstra) شرکت ترابری آلمانی است، که در سال ۱۸۹۲ تأسیس شد.